# Alluaudomyia biestroi
Alluaudomyia biestroi är en tvåvingeart som beskrevs av Gustavo R. Spinelli 1988. Alluaudomyia biestroi ingår i släktet Alluaudomyia och familjen svidknott. Inga underarter finns listade i Catalogue of Life.